# ريتشارد كلاين (أستاذ جامعي)
ريتشارد كلاين (بالألمانية: Richard Klein)‏ هو نحات ورسام ألماني، ولد في 7 يناير 1890 في ميونخ في ألمانيا، وتوفي في 31 يوليو 1967 في فيسلينغ في ألمانيا.